# Meerheimb

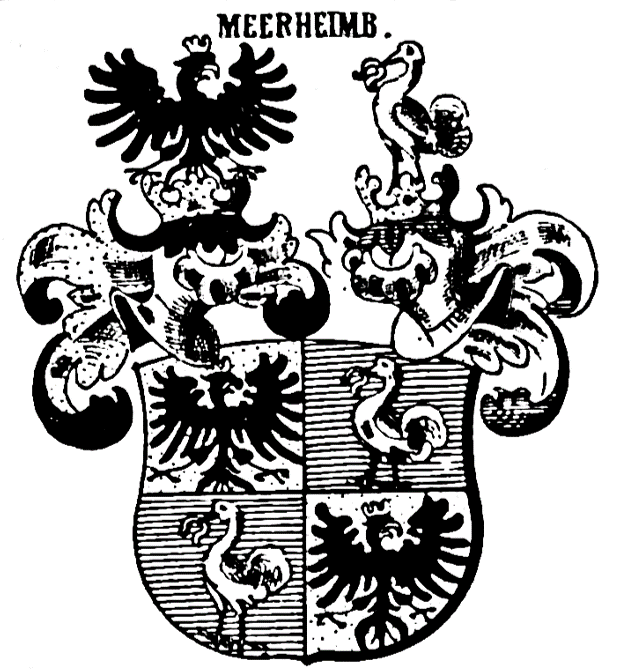
Wappen der Freiherren von Meerheimb (1661) bei Johann Siebmacher

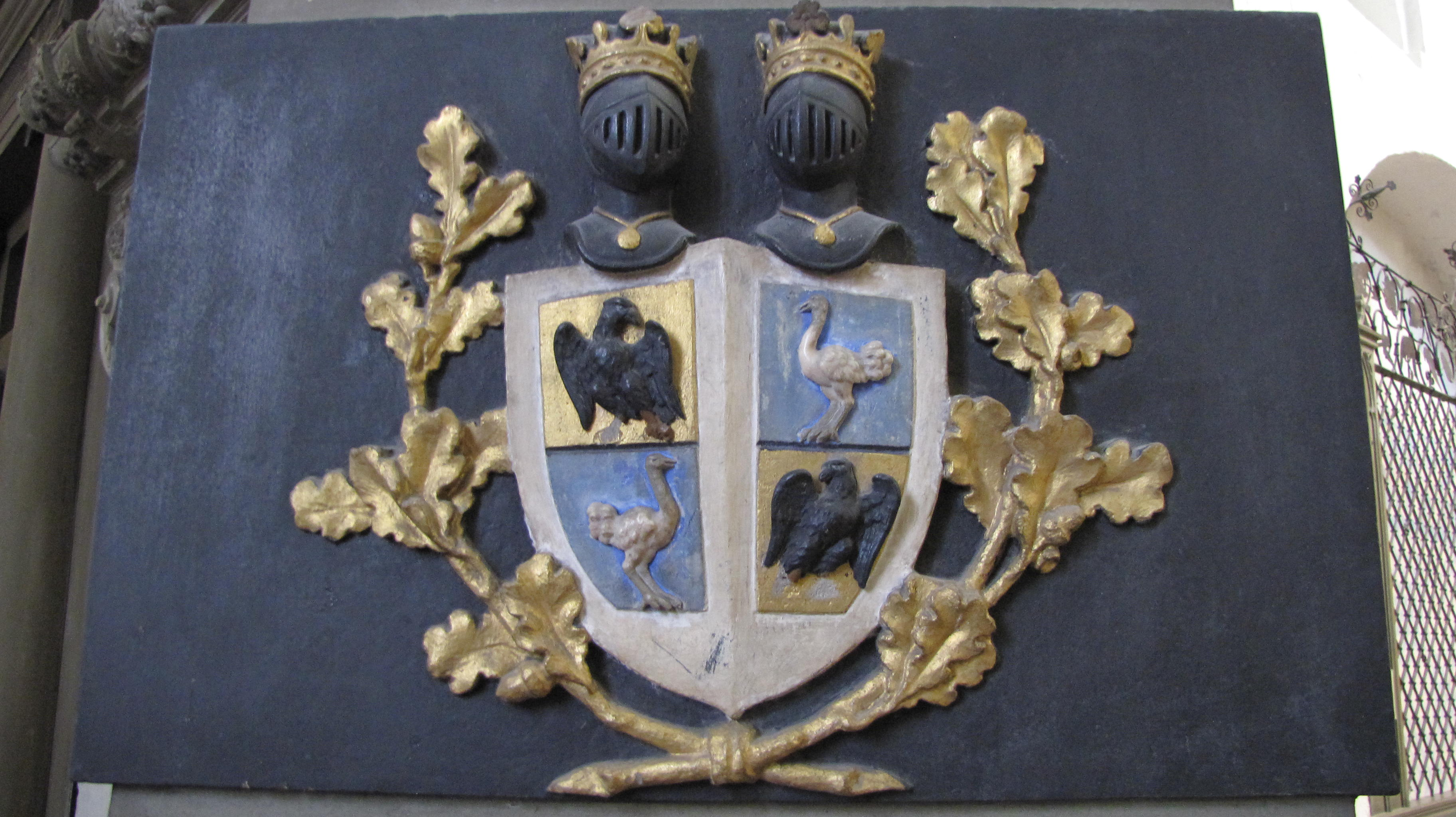
Freiherrliches Wappen von 1661

Meerheimb, auch Meerheim, ist der Name eines mecklenburgischen Adelsgeschlechts sowie eines wohl ursprünglich stammverwandten und namens-, aber nicht wappengleichen sächsischen Adelsgeschlechts.

## Geschichte

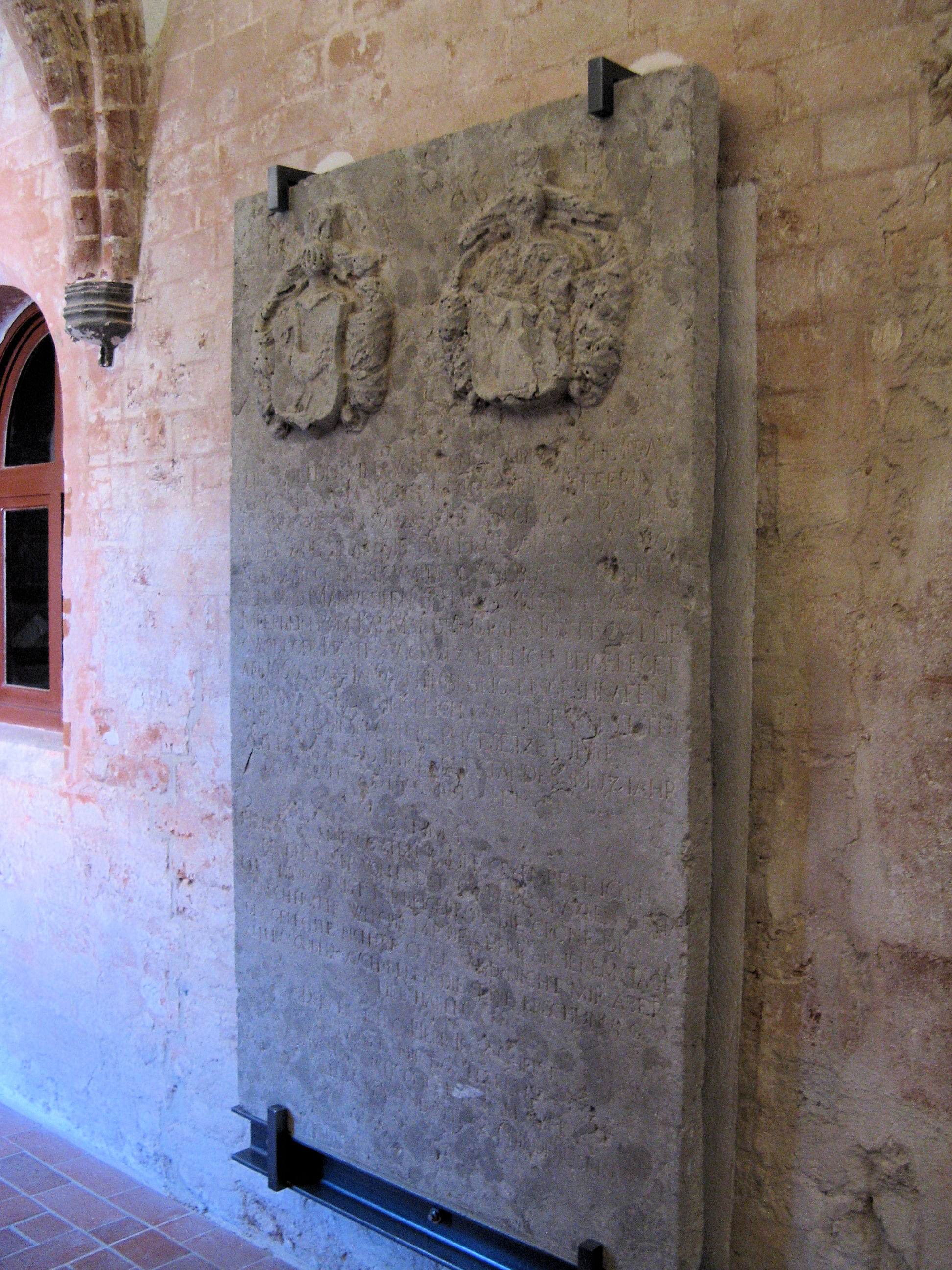
Grabstein für Anna Sabina von Meerheim in Dobbertin mit dem Stammwappen

Heinrich Merhem, kurfürstlich-sächsischer Büchsenmeister in Torgau, soll im 16. Jahrhundert als Protestant aus Köln geflüchtet sein. Über ihn wird das Geschlecht auf ein seit 1216 belegtes rheinisches Adelsgeschlecht zurückgeführt. Die sichere Geschichte beginnt mit Ernst Meerem aus Halle an der Saale, der in der kursächsischen Armee diente. Sein ältester Sohn, der kaiserliche Oberst Hans Wilhelm von Meerheim (* 3. Dezember 1620 in Altenburg; † 1688), kam gegen Ende des Zweiten Nordischen Krieges mit der von ihm befehligten Garde des Marschalls Montecuccoli 1660 nach Mecklenburg. Er heiratete seine erste Frau Anna Sabina, geb. von Hefer (Heber) (* 1622 im oberschlesischen Rauden), 1644 in Glatz, Grafschaft Glatz (seit 1945 Kłodzko). Sie verstarb am 6. Januar 1660 und wurde im Kloster Dobbertin beigesetzt. Ihre Grabplatte ist im westlichen Kreuzgang erhalten. Im oberen Teil befinden sich zwei im Positivrelief ausgeführte Vollwappen. Nur wenige Monate nach dem Tode seiner ersten Ehefrau heiratete er in Rostock in zweiter Ehe am 29. Mai 1660 Eleonore Dorothea von Oertzen (* 25. September 1639; † 1705), die jüngste Tochter von Jaspar (III.) von Oertzen auf Roggow (heute Ortsteil von Rerik) und Nichte von Oelgard von Passow, und nahm im Folgejahr formell Urlaub, de facto aber seinen Abschied aus kaiserlichen Diensten. Am 17. Juli 1661 kaufte er das Gut Gnemern (heute Ortsteil von Jürgenshagen) und wurde am 10. August 1661 unter dem Namen von Meerheimb von Kaiser Leopold I. in den böhmischen Freiherrnstand erhoben. 1675 ging er im Nordischen Krieg (1674–1679) noch einmal in Militärdienste; als königlich dänischer Generalmajor befehligte er die Belagerung von Wismar. In Schonen war er 1676 an den Kämpfen um Lund und Karlskrona beteiligt und wurde zeitweilig Gouverneur von Kristianstad. Noch bis 1681 Gouverneur von Lolland und Falster, kehrte er dann auf seine mecklenburgischen Güter zurück. Er starb am 25. Dezember 1688 auf dem Gut Gnemern und wurde im von ihm erworbenen Erbbegräbnis in der Rostocker Marienkirche beigesetzt.
Die beiden überlebenden Söhne (von ursprünglich fünf) dieses Freiherrn Hans Wilhelm von Meerheimb, Helmuth Joachim auf Wokrent und Jaspar Wilhelm (1665–1731) auf Gnemern, wurden 1727 auf dem Landtag in Malchin in die mecklenburgische Ritterschaft aufgenommen.
Helmuth Joachims jüngster Sohn Jasper Friedrich (1715–1797) vereinigte die Familiengüter in seiner Hand. Er war der Stifter dreier Fideikommisse: Gnemern, Wokrent und Gr. Belitz, Gr. Gischow und Reinsdorf. Da aber zwei seiner Söhne früh verstarben, wurde Ferdinand Volrath Friedrich Freiherr von Meerheimb (1760–1836) alleiniger Nutznießer des gesamten Besitzes. Im Einschreibebuch des Klosters Dobbertin befinden sich 18 Eintragungen von Töchtern der Familien von Meerheimb aus Gnemern, Wokrent, Gr. Gischow und Reinsdorf von 1727 bis 1901 zur Aufnahme in das dortige adelige Damenstift.
1945 wurden die mecklenburgischen Güter der Familie enteignet. Hans-Wilhelm jun. von Meerheimb, dessen gleichnamiger Vater und Gutsherr auf Gnemern 1945 starb, floh in den Westen. 1948 heiratete er Ina Blohm, die Tochter von Walther Blohm. Sie bewirtschafteten das Gut Groß-Rolübbe (amtlich Großrolübbe, Ortsteil von Kletkamp), das Blohm 1933 erworben hatte. Hier baute Hans-Wilhelm von Meerheimb ab 1970 das Unternehmen Gutshof-Ei auf.
In Sachsen gab es ein teilweise gleich geschriebenes Adelsgeschlecht, das aus der königlich sächsischen Adelsanerkennung des königlich-sächsischen Obersten Franz Ludwig August Meerheim(b) vom 27. Dezember 1844 entstand. Er war der Sohn des Wittenberger Professors Gottfried August Meerheim. Beide Geschlechter führen ihre Ahnenreihe in den Raum Köln und von da nach Halle zurück. Die Frage nach ihrer Stammverwandtschaft wird in der Literatur unterschiedlich beantwortet.

## Wappen
Das Stammwappen zeigt in Blau einen nach rechts gekehrten silbernen Strauß mit einem Hufeisen im Schnabel. Das freiherrliche Wappen von 1661 ist quadriert und zeigt im ersten und vierten goldenen Feld einen linksschauenden schwarzen gekrönten Adler, im zweiten und dritten blauen Feld den rechtsgekehrten silbernen Strauß mit einem Hufeisen im Schnabel. Zwei gekrönte Helme: auf dem ersten der linksgekehrte Adler, auf dem zweiten der rechtsgekehrte Strauß. Die Helmdecken sind rechts gold und schwarz, links silber und blau.

### Sächsische Familie
In Blau ein rechts abgeledigter goldener Balken, der nach unten in drei goldenen Pfähle verläuft; auf dem Helm mit blau-goldenen Decken ein offener, rechts blauer, links goldener Flug.

## Denkmäler

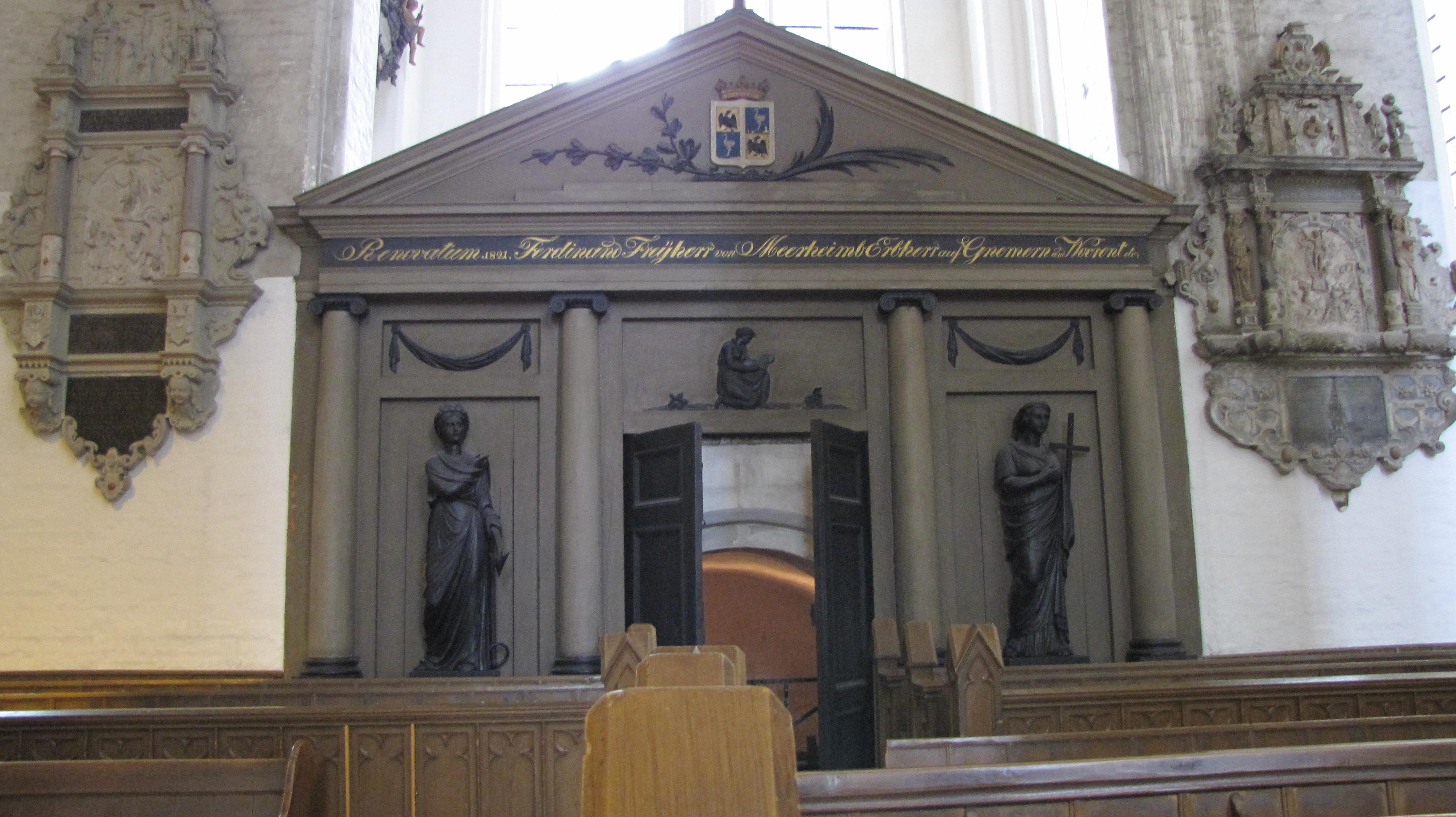
Grabkapelle in der Rostocker Marienkirche

- Grabkapelle Ferdinand Freiherr von Meerheimb, Erbherrn von Gnemern und Wokrent,[9] in der Marienkirche in Rostock

## Besitzungen
Folgende Güter befanden sich im Besitz der Familie von Meerheimb:
- Gnemern (1661–1945), Gemeinde Jürgenshagen[10] mit dem Meierhof Gischow
- Wokrent (1695–1945), Gemeinde Jürgenshagen[11]
- Diestelow (bei Goldberg) (1790–1796)[12]
- Groß Belitz (heute Ortsteil von Klein Belitz)
- Heidbergshof, Gemeinde Klein Wesenberg (um 1850)
- Großrolübbe, Gemeinde Kletkamp (nach 1948 bis heute)

## Persönlichkeiten
Mecklenburgische Familie
- Hans Wilhelm von Meerheimb (1620–1688), kaiserlicher Oberst, dänischer General und Gutsherr zu Gnemern
- Levin Joachim von Meerheimb (1742–1802) auf Gnemern, mecklenburgischer Landrat, dänischer Kammerherr
- Ferdinand Vollrath Friedrich Freiherr von Meerheimb auf Reinstorf und Wokrent (1760–1836), 1791–1816 Provisor im Kloster Dobbertin
- Jasper Friedrich von Meerheimb (1785–1872) auf Gnemern, preußischer Offizier, zuletzt Oberstleutnant
- Wilhelm von Meerheimb (1790–1865) auf Wokrent, mecklenburgischer Kammerherr und Kammerdirektor, Meister vom Stuhl der Loge Harpokrates zur Morgenröthe
- Ludwig von Meerheimb (Drost) (1796–1885) auf Groß Gischow, mecklenburgischer Drost
- Ferdinand von Meerheimb (1823–1882), preußischer Generalmajor und Militärschriftsteller[13]
- Ludwig von Meerheimb (1864–1924), Staatsrat und Vorstand des Großherzoglich Mecklenburg-Schwerinschen Ministerium des Innern
- Henriette von Meerheimb, eigentlich Margarete Gräfin von Bünau, geb. Freiin von Meerheimb (1859–1920), deutsche Schriftstellerin

Sächsische Familie
- Gottfried August Meerheim (1753–1802), deutscher Ethnologe und Literaturwissenschaftler, Professor in Wittenberg
  - Franz Ludwig August von Meerheim(b) (1785–1858), sächsischer Offizier, zuletzt Oberst
    - Richard von Meerheimb (1825–1896), Oberst und Militärschriftsteller

Nicht verwandt war das vom 12. bis 14. Jahrhundert in Köln-Merheim ansässige ritterliche Geschlecht von Merheim.